# Anonymous (skupina)

Vlajka Anonymous.

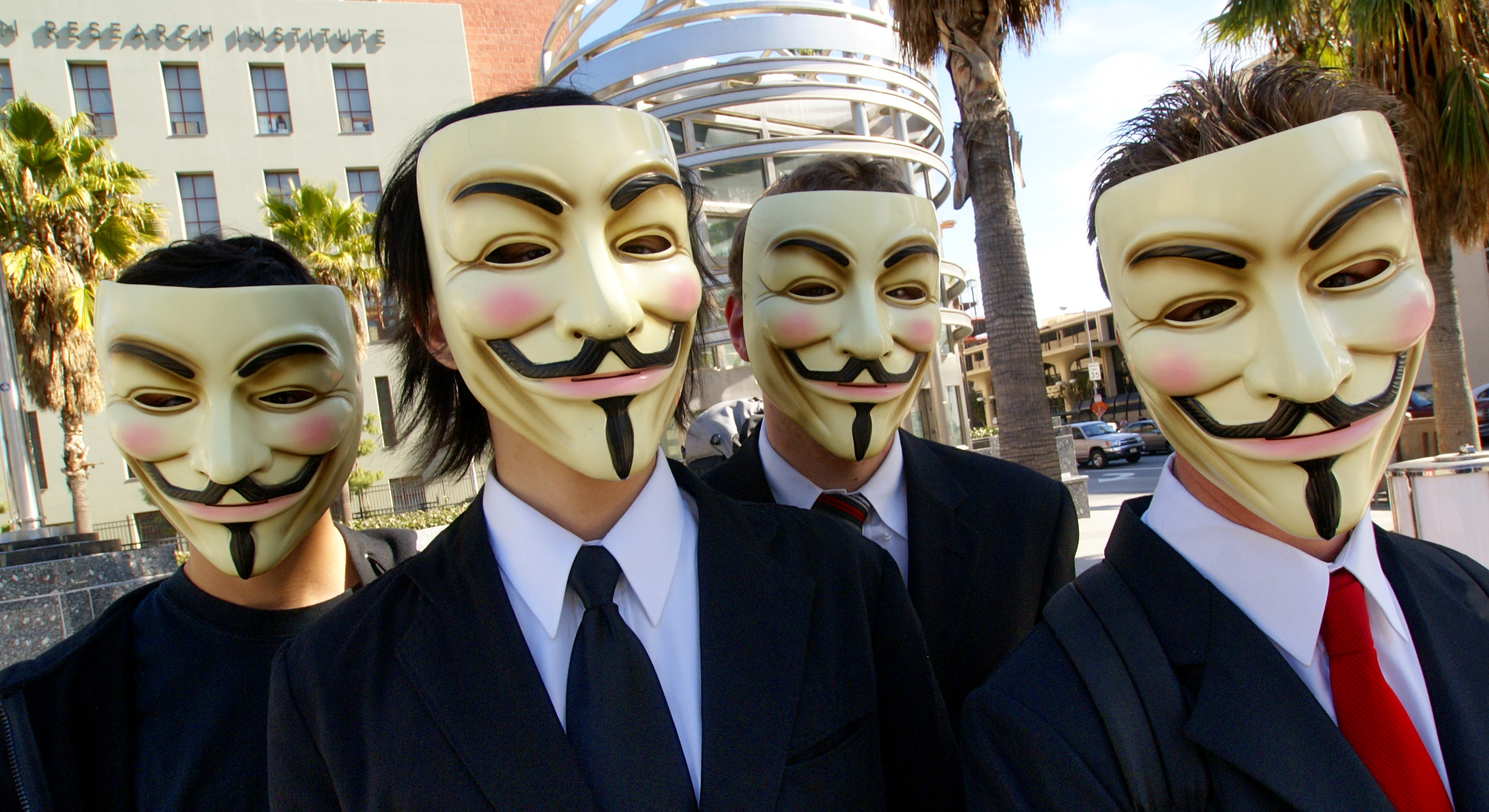
Skupina aktivistů s maskou Guye Fawkese, která se také objevila ve filmu V jako Vendeta.

Anonymous je anonymní a na sobě nezávislé nehierarchické hnutí, které se do povědomí internetových komunit začalo dostávat v roce 2003 na základě automaticky generované přezdívky přispěvatele na stránkách 4chan.org. V původním kontextu se nejednalo o aktivistické hnutí, ke spojení s hackerskou komunitou a aktivisty došlo omylem – v důsledku špatné interpretace médií a jejich nepochopení komunity stránky 4chan. 
V letech 2010 a 2011 začaly informace o Anonymous pronikat i do masmédií, což bylo zapříčiněno velkým zájmem, který vzbudila jejich činnost spojená s hacktivistickým hájením WikiLeaks (Operace odplata) či proti firmě Sony (Operace Sony). Tato popularizace přispěla k tomu, že pravý význam hnutí Anonymous byl zahalen tzv. Druhou vlnou Anonymous, kteří s původními Anonymous neměli vůbec nic společného. Tito noví Anonymous se podíleli i na převratech v Tunisku a Egyptě na začátku roku 2011.[zdroj⁠?!]
V souvislosti s Anonymous se objevuje také termín „Anon“, jež je zkrácenina slova Anonymous. Mezi symboly Anonymous patří maska Guye Fawkese.

## Zrod – Epic Fail Guy
Zrod Anonymous se datuje do roku 2006, kdy se na stránce 4chan.org začal šířit nový meme formát, zvaný Epic Fail Guy. Symbolizoval nešťastného muže, který ať dělá, co dělá, vždycky v tom selže. Meme se začal šířit internetem a pro lepší pamatovatelnost tohoto muže začal být zobrazovaný s maskou Guye Fawkese – anglického neúspěšného atentátníka, který v Anglii funguje od 16. století jako historický symbol selhání.[zdroj?]

## Tom Cruise, Scientologie a Anonymous
Na začátku roku 2008 se internetem začalo šířit video, kde známý herec Tom Cruise hovoří o svém náboženství – Scientologii – jejichž církev je v Americe obviňována pro "vymazávání mozků". Video nebylo natočeno za účelem dostat se na internet a na image-boardy typu 4chan se dostalo omylem a tehdejší vůdci hnutí začali video hromadně stahovat z internetu, což byl velký zásah do soukromí internetových uživatelů. Uživatelé Redditu a 4chanu se rozhodli proti Scientologii a jejich mazání informací symbolicky bojovat – k tomuto účelu si zvolili jeden ze svých starších meme formátů – dříve zmíněného Epic Fail guy. Mezi nejčastější případy boje proti Scientologii byly ty, kdy uživatelé posílali tehdejším představitelům Scientologie výhružné vzkazy, dopisy, faxy, nebo e-maily. Pro pobavení taky objednávali na tyto cizí adresy dovoz pizzy a podepisovali se jednoduše Anonymous – jak vystupují všichni uživatelé stránky 4chan. Jednalo se o způsob pobavení a symbolický boj proti utlačování byl pouze v pozadí těchto činností. Tehdejší Anonymous nebyli jednotné, ani systematické, aktivistické hnutí. Jejich jediným cílem bylo zachovat si svobodu na internetu a vzkázat Tomu Cruisovi, Scientologii a všem, kteří by je o něj chtěli připravit, že internet patří jim. Tento "projekt" později dostal jméno Project Chanology.

## Aktivistické hnutí a Druhá vlna Anonymous
V době největšího rozkvětu tohoto incidentu přišli anonymní uživatelé 4chanu s novým návrhem – kterým byly živé protesty. Pro zachování anonymity taky mimo internet si uživatelé 4chanu pořizovali masky Guye Fawkese a s nimi protestovali. Jelikož média nevěděla, o co přesně jde a odkud Anonymous vlastně pochází, začala mít dojem, že se jedná o organizované, aktivistické hnutí, což do té doby nebylo. Původní záměr – dělat si srandu z lidí byl zaměněn s příchodem druhé vlny Anonymous.
Další problémy v interpretaci faktů nastolil film V jako Vendeta od režiséra Jamese McTeigue, který shodou okolností vyšel ten samý rok (2006). Hlavní hrdina filmu – maskovaný a tajemný V nosí rovněž masku Guye Fawkese a diváci filmu začali mít pocit, že hnutí Anonymous a poselství filmu/komiksové předlohy spolu souvisí.
Od "hnutí" se po roce 2006 distancovala většina původních Anonymous, jelikož současná podoba a mediální zveličování tohoto hnutí jim nevyhovovaly. Poslední stálá organizace, která chápala původní činy Anonymous byli LulzSec, kteří však po udání od jejich lídra opustili hacktivismus a dostali tresty za provádění DDoS útoků na různé velké firmy a společnosti.

## Protesty a činy Anonymous
Současní Anonymous je neorganizovaná, nespojená skupina hackerů, kteří prostřednictvím DDoS útoků sestřelují vybrané weby, často skrze software LOIC (Low Orbit Ion Cannon). Prohlášení a spontánní výzvy k demonstracím velikosti a možností Anonymous spěly k mnoha veřejným protestům s jasným poselstvím o nezbytnosti šíření informací (v roce 2008 to byl "Project Chanology", kdy shromáždění Anonymous protestovali proti praktikám scientologie, v roce 2009 se Anonymous společně s íránskými hackery aktivně podíleli na demonstracích v době tamějších prezidentských voleb). 19. ledna 2012 provedla skupina v reakci na uzavření populárního serveru Megaupload řadu úspěšných útoků na servery FBI, White House, Universal Studios, MPAA, RIAA a jiné.
Vzhledem k faktu, že Anonymous je sdružení bez struktury a vedení, objevují se různé výklady o záměru Anonymous. Mnozí Anonymous se soustřeďují na tvorbu videí, kterými se snaží rozšířit informaci o svém hnutí, jiní Anonymous používají své suverenity v kyberprostoru k prezentování cynických žertů (kupříkladu v případě webových stránek zaměřených na mravní život mládeže nocussing.com, které Anonymous v lednu 2009 napadli a získali osobní informace o vlastníkovi stránek, který byl posléze zahlcen obscénními telefonáty a e-maily a dokonce i pornografickými zásilkami). Dále mají údajně na svědomí napadení webu Epilepsy Foundation, kde zanechali blikající animace. Tento útok však skupina nikdy nepotvrdila. Na web YouTube poté nahráli gigantické množství pornografie, údajně kvůli mazání hudebních videí. Na svědomí mají i napadení webu allhiphop.com, kde zanechali desítky obrázků zesměšňující hiphopovou kulturu.
Svými činy k sobě Anonymous přitáhli zájem médií, v roce 2007 o nich televize Fox odvysílala reportáž, která o Anonymous hovořila jako o „hackerech na steroidech“, „domácích teroristech“ a „internetovém nástroji zloby“. O rok později se v kanadské rádiové show objevili dva členové Anonymous, kteří v pořadu vysvětlovali svůj kritický postoj vůči Scientologické církvi.
V lednu v roce 2015 na YouTube vyhlásili válku teroristické organizaci Islámský stát, přičemž prohlásili že budou sledovat jejich aktivity na internetu a shodí jejich účty sociálních sítí spojené s terorismem. Stalo se tak ve velkém rozsahu po 13. listopadu 2015, kdy byly jménem IS provedeny teroristické útoky v Paříži.
Anonymous několikrát popřeli, že by chystali útok na Facebook.

## Aktivity Anonymous vČesku
- 26. ledna 2012 Anonymous uskutečnili DDoS útok na webové stránky OSA (Ochranný svaz autorský), na protest politiky OSA, jež vybírá autorské poplatky za každé prodané prázdné médium (CD, DVD, HDD aj.) a taktéž, podle Anonymous, „tiše“ souhlasí s dohodou ACTA. V tentýž den také krátkodobě vypadával i web české vlády, Evropského parlamentu a weby jiných evropských vlád.[8]
- V únoru 2012 skupina Anonymous oznámila, že se jí podařilo získat seznam všech členů ODS i s jejich adresami. Hackeři však zaslali jen malou, vybranou část seznamu některým médiím a kompletní seznam se nikdy na veřejnost nedostal.[9]
- 22. března 2012 zaútočili Anonymous na web brněnské KSČM. Původní obsah na několik hodin nahradili svým manifestem.[10] Člen výboru brněnské KSČM Pavel Březa označil akci za „odraz jednání politické reprezentace“.[11]
- 1. dubna 2012 Anonymous a #TrollSec zveřejnili úplné údaje o členech Občanské demokratické strany, které údajně získali napadením webu strany. Seznam obsahuje fyzické i mailové adresy, rodná i telefonní čísla, vzdělání i údaje o členství v KSČ a další informace o členech ODS, a to nejen stávajících, ale pravděpodobně všech za celou dobu existence strany.[12]
- 28. dubna 2012 Anonymous blokovali weby českých politických stran TOP 09, ODS, ČSSD a KSČM, stránky byly mimo provoz několik hodin. Touto akcí, nazvanou „Operace zánik“, Anonymous vyjádřili podporu akci „Occupy Prague“ pořádanou hnutím Skutečná demokracie teď.[13]
- 22. února 2012 Anonymous spustili svůj projekt na vyhledávání pedofilů na internetu. Některá jména pachatelů byla anonymně předána policii ČR. Tento projekt byl pojmenován jako #opSaveChildren.
- 8. června 2016 Anonymous spustili tzv. „Operaci Blokáda“, v reakci na schválení zákona o hazardních hrách, který povede k vytvoření státního blacklistu, cenzuře a zdražení internetu. Jednalo se o koordinovaný kyberútok namířený proti Andreji Babišovi a dalším politikům, kteří stáli za schválením tohoto zákona. Akce se účastnilo větší množství hackerských skupin a jednotlivců. První den operace Anonymous blokovali weby ministerstva financí a Senátu. Akce dále probíhala až do konce srpna a byla provázena celou řadou menších útoků vůči senátorům a členským firmám Babišova koncernu Agrofert. Terčem útoků se staly též Babišovy firmy v Maďarsku, Německu a na Slovensku. Nejednalo se zde pouze o útoky typu DDoS, ale i o průniky do databáze a hromadný spam mířící na vybrané politiky a zaměstnance Agrofertu.

## Anonymous a ACTA
V současné době[kdy?] je hlavním předmětem debaty mezi Anonymous smlouva ACTA, která má chránit duševní vlastnictví na internetu. Podle Anonymous jsou ve smlouvě ACTA zákony, které omezují lidská práva, svobodu slova a podle Anonymous by běžným řízením v Česku neprošla. Jelikož je část smlouvy utajovaná, mnoho lidí si myslí že jde o součást konspirační teorie New World Order. Kvůli tomu, jak se česká vláda chová, a chce podepsat smlouvu ACTA i s odporem obyvatel, se Anonymous rozhodli útočit na weby českých politických stran. Dne 2. 2. 2012 byl proveden útok na web Občanské demokratické strany, na které byl zanechán text s důvody, proč nepřijímat smlouvu ACTA a také vzkaz prezidentovi České republiky. Cílem Anonymous je podle jejich slov: „otevřít lidem oči a přesvědčit je, že nastal čas, abychom řekli ne.”
Anonymous, spolu s demonstranty podporovanými Českou pirátskou stranou, v Česku částečně uspěli, protože předseda vlády Petr Nečas 6. 2. 2012 pozastavil ratifikaci smlouvy ACTA v Česku.

## Ruská invaze na Ukrajinu
Dne 25. února 2022 účty na Twitteru spojené s Anonymous prohlásily, že zahájily „kybernetické operace“ proti Ruské federaci jako odvetu za invazi na Ukrajinu, kterou nařídil ruský prezident Vladimir Putin. Později skupina dočasně vyřadila z provozu webové stránky jako Rt.com a webové stránky ministerstva obrany spolu s dalšími státními webovými stránkami. Téhož dne skupina vypustila 200 GB dokumentů a e-mailů patřících ruskému ministerstvu obrany. Anonymous také uniklo 200 GB e-mailů běloruského výrobce zbraní Tetraedr, který poskytoval Rusku logistickou podporu při ruské invazi na Ukrajinu. Kromě toho se Anonymous také nabourali do ruských televizních kanálů a jejich prostřednictvím pouštěli ukrajinskou hudbu a ukazovali necenzurované zprávy o dění na Ukrajině.

### Operace Rusko – #OpRussia
Dne 9. března 2022 Anonymous na Twitteru prohlásili, že se nabourali do 400 ruských sledovacích kamer a odvysílali je na webové stránce. Tuto operaci nazvali „Russian Camera Dump“.
Dne 25. března 2022 Anonymous na Twitteru oznámili hacknutí ruské centrální banky. Anonymous zveřejnili 28 GB dat exfiltrovaných ruskou centrální bankou. Součástí dat jsou registrace, faktury, interní komunikace, dokumenty, poznámky, bankovní výpisy, jména akcionářů různých bank, bankovní licence, jména, adresy klientů, atd.
Dne 29. března 2022 unikly z Anonymous soubory dvou ruských společností MashOil a RostProekt o objemu 112 GB dat.
Dne 4. dubna 2022 zveřejnil server DDoSecrets více než 900 000 e-mailů z Všeruské státní televizní a rozhlasové společnosti (VGTRK), které byly hacknuty skupinou Anonymous spojenou s NB65.

## Knihy a filmy oAnonymous

### Filmy
- Příběh hacktivistů [27]

### Knihy
- Jsme Anonymous[28]